# Никола Јестратијевић
Никола Јестратијевић (Земун, 9. јул 1976) бивши је српски кошаркаш. Играо је на позицији центра.

## Каријера
Каријеру је започео у Црвеној звезди. У првој сезони 1994/95. добио је шансу као врло млад играч на 26 првенствених мечева у којима је постигао 57 поена. Следеће сезоне проводио је више времена у игри. На утакмици против Младости (108:62) убацио је 19 поена, а укупно је у свим такмичењима у сезони 1995/96 на 45 утакмица забележио 261 поен.

### ФМП
Јестратијевић је прешао у амбициозни ФМП Железник, где је играо од 1996. до 1998. године. Са ФМП-ом је освојио Куп СР Југославије 1997. године. Наредне године је са овим тимом стигао до финала доигравања избацивши у полуфиналу Партизан, који је те сезоне играо на фајнал-фору Евролиге. Јестратијевић се у потпуности афирмисао у клубу из Железника. Са Николом Булатовићем чинио је одличан центарски тандем, али их је Звезда предвођена Миленком Топићем и Игором Ракочевићем савладала са 3:1 у финалној серији доигравања.

### Црвена звезда
Јестратијевић се вратио у Звезду у лето 1998. године. У сезони 1998/99. у Евролиги је имао просек од 8,8 поена у 14 мечева, док је у домаћем шампионату бележио 9,1 поен по утакмици. Црвено-бели су били други у лигашком делу са победом мање од подгоричке Будућности, а доигравање није ни одигран због бомбардовања, па је Будућност проглашена прваком Југославије. Ипак, оба тима су у сезони 1999/00. наступила у Евролиги. Звезда је забележила само две победе, али је Јестратијевић потпуно заблистао у елитном такмичењу. На 16 утакмица постигао је 219 поена и био најефикаснији Звездин кошаркаш. Бележио је 13,7 поена и 6,3 скока (најбољи скакач тима). Против Реала је убацио 29 поена у поразу црвено-белих у Мадриду (78:98). У шампионату Југославије имао је просек од 11,9 поена и 5,8 скокова (пети скакач лиге), док је у доигравању врло мало играо због повреде, а екипа је такмичење завршила поразом у мајсторици полуфинала против Партизана, иако је претходно убедљиво добила трећи меч резултатом 90:68 уз сјајна закуцавања младог Владимира Радмановића. Била је то најбоља сезона Николе Јестратијевића у Звездином дресу. На 44 утакмице у свим такмичењима постигао је 504 поена (просек 11,5 поена по мечу).

### Иностранство
Каријеру је наставио у Киндеру из Болоње са којим је у сезони 2000/01. освојио Евролигу и шампионат Италије. У елитном европском такмичењу на 14 утакмица имао је просек од 4,2 поена, док је у италијанској лиги бележио 5,2 поена по мечу. Одличне игре пружио је у дресу подгоричке Будућности у сезони 2001/02. У Евролиги је на десет сусрета имао просек од 12,6 поена и 6,3 скока. Након тога је имао проблеме са повредама, па је у три наредна клуба одиграо тек неколико утакмица. Носио је дресове АЕК-а из Атине (2002/03), француског Асвела 2003. и Расинга из Париза 2004. године.
Трећи пут је заиграо у Звезди у сезони 2003/04, али се овога пута кратко задржао. У УЛЕБ купу је на две утакмице постигао 21 поен, док је у Јадранској лиги на седам мечева забележио 34 поена. Наступао је још и за руску екипу Спартак Приморје (2005/06) и кратко за пољски Шлонск из Вроцлава у сезони 2006/07.

### Репрезентација
Са репрезентацијом Југославије до 22 године има освојену бронзану медаљу са Европског првенства у Турској 1996. године.
Играо је за репрезентацију СР Југославије на летњим Олимпијским играма 2000. у Сиднеју.

## Остало
Ожењен је са некадашњом мис Југославије Ивом Миливојевић, са којом има четворо деце.